# Sumara
Das Sumara, auch Simala, Soemara, ist ein Schwert aus Sulawesi.

## Beschreibung
Das Sumara hat eine gerade, einschneidige Klinge. Die Klinge wird vom Heft zum Ort breiter und hat in der Regel weder Mittelgrat noch Hohlschliff. Der Klingenrücken verläuft gerade und biegt zum Ort hin in einer leichten Kurve ab. Diese Klingenform nennt man Kajeli. Das Heft besteht aus Holz, hat kein Parier und ist im ganzen kunstvoll geschnitzt. Der Knauf biegt zur Schneidenseite ab und ist in der Form eines weit geöffneten Mauls geschnitzt. Die Scheiden (indon. Guma) bestehen aus Holz, sind oval gearbeitet und am Ende mit einer asymmetrischen Abschlusskappe versehen. Der Scheidenmund ist mit einem metallenen Ring abgeschlossen. Die Scheiden sind mit Rattanbändern und bunten, geflochtenen Bändern verziert. Das Sumara wird von Ethnien in Sulawesi benutzt.